# Maianthemum scilloideum
Maianthemum scilloideum là một loài thực vật có hoa trong họ Măng tây. Loài này được (M.Martens & Galeotti) LaFrankie mô tả khoa học đầu tiên năm 1986.